# رود اینسار
رود اینسار (انگلیسی: Insar) یک رودخانه در استان موردوویای کشور روسیه است.